# Deke Richards
Deke Richards (nombre de nacimiento Dennis Lussier; Los Ángeles, 8 de abril de 1944–24 de marzo de 2013), también conocido como Deke Lussier, fue un compositor y productor musical estadounidense que trabajó para la Motown. Fue miembro de The Clan y The Corporation, cuya última producción fue para los The Jackson 5.

## Biografía
Su padre fue el guionista Dane Lussier. De hecho, Deke Lussier fue uno de los miembros de la banda en la película Eegah de 1962. Fue allí donde adaptó su nombre artístico de Deke Richards. Mientras tocaba para la banda. Mientras tocaba en la banda de la cantante  Debbie Dean, escribió una canción para ella, y conoció a Berry Gordy cuando The Supremes tocaron en el  Hollywood Palace en 1966. Gordy firmó un contrato con Richards como productor discográfico y compositor.
Richards también escribió y produjo los temas de Bobby Darin, Martha and the Vandellas, The Blackberries, Stacie Johnson entre otros, y produjo a Diana Ross and the Supremes después de que Holland-Dozier-Holland dejara la Motown en 1968. Coescribió el éxito Love Child para las Supremes, y fue responsable de "I'm Still Waiting", número uno en Gran Bretaña para Diana Ross. Él y su compañera escritora Sherlie Matthews también formularon el sexteto vocal Celebration, que lanzó un álbum en el sello Mowest de Motown, en un intento de replicar el éxito de 5th Dimension.
Richards murió de cáncer de esófago el 24 de marzo de 2013 a la edad de 68 años.